# Charco del Pino
Charco del Pino es una de las entidades de población que conforman el municipio de Granadilla de Abona, en la isla de Tenerife —Canarias, España—. 

## Toponimia
El nombre original del núcleo era Chiñama, término de procedencia guanche que proviene de la montaña que domina el lugar. La denominación de Charco del Pino aparece también como nombre del lugar ya desde el siglo xvi, siendo un topónimo descriptivo.

## Características
Situado en las medianías, a una altitud media de 750 m s. n. m., es la entidad más próxima al municipio de San Miguel, y se desarrolla al pie de Montaña Chiñama, a solo 3,4 kilómetros del casco urbano de Granadilla de Abona.
La entidad se divide en los núcleos de: Charco del Pino, Los Llanos y Montaña Gorda.
Cuenta con varios centros educativos —Centro de Educación Infantil y Primaria Charco del Pino y Granadilla de Abona, Instituto de Enseñanza Secundaria Granadilla de Abona—, un centro cívico-social, dos centros culturales —Charco del Pino y 3.ª Edad Virgen del Pino—, la iglesia parroquial de San Luis rey, un teatro-cine, un polideportivo y un campo municipal de fútbol, una oficina de Correos, dos farmacias, una entidad bancaria, plazas públicas, varios parques infantiles, así como pequeños comercios, bares y restaurantes. Como alojamientos turísticos rural se puede encontrar varias viviendas vacacionales y hotel rural. También cuenta con los centros de Desarrollo e Interpretación Las Crucitas y de Rehabilitación Toxicómana de Granadilla.
En la cima de la Montaña Chiñama se ubica asimismo un mirador, y junto a la carretera TF-64 un área recreativa.

## Historia
La zona sobre la que se asienta el barrio se encuentra habitada desde época guanche tal y como demuestran los hallazgos arqueológicos encontrados en los alrededores de la Montaña Chiñama.
El caserío surge durante la colonización a comienzos del siglo xvi como pago del lugar de Chasna, habiendo sido concedidas las tierras de Chiñama durante el repartimiento a Fernando García del Castillo, capitán de caballería durante la conquista de la isla.
Hacia 1690 se construyó la primitiva ermita de San Luis rey de Francia, fundada por los hermanos Luis, Ana e Isabel García del Castillo, vecinos de Vilaflor, de cuya iglesia parroquial dependió la ermita hasta 1735 en que fue agregada a la parroquia de San Antonio de Padua de Granadilla.
En 1798 el pago se separa de Vilaflor y es anexionado al término de Granadilla.

## Demografía
La comercialización y acogida de sus productos ha permitido mantener una población en continuo aumento. El importante incremento de la población está relacionado con la propia dinámica natural, pero también con un posible asentamiento, en este núcleo, de habitantes procedentes de otros pagos del término o de otros municipios, principalmente de San Miguel.